# Josef Bauer (Syndikus)
Josef Bauer (* 18. Januar 1861 in Benediktbeuern; † unbekannt) war ein deutscher Syndikus und Autor.

## Leben
Josef Bauer war seit dem ausgehenden 19. Jahrhundert als Syndikus in der Messestadt Leipzig tätig. Gleichzeitig war er Herausgeber der Zeitschrift für Aktiengesellschaften und für Gesellschaften mit beschränkter Haftung. Er wohnte in Leipzig zunächst An der alten Elster 6, später Hindenburgring 100.

## Schriften (Auswahl)
- Reichsgesetzliches Handbuch für Gemeindevorstände-Handbuch für Gemeindevorstände, Amtsvorsteher, Schulzen, Bürgermeister, Standesbeamte, Polizei- und Gemeindebeamte. Carl Minde, Leipzig 1889.
- Rechtskunde für den reisenden Kaufmann (Vade mecum für Reisende!). G. A. Gloeckner, Leipzig 1891.
- Geschäftsführung und Aufsichtsrat bei Gesellschaften mit beschränkter Haftung. Eine umfassende Behandlung der Rechte und Pflichten von Geschäftsführern und Aufsichtsratsmitgliedern bei Gesellschaften mit beschränkter Haftung. Nach dem Reichsgesetze vom 24. April 1892 und einschlägigen Gesetzen für den praktischen Gebrauch bearbeitet. Verlag des „Handelsgesellschafters“, Leipzig 1897.
- Das Wildgatter, seine Anlage im allgemeinen nebst spezieller Darstellung der gebräuchlichsten und empfehlenswertesten Konstruktionen, Thore und Einsprünge, nach dem neuesten Stande der Gesetzgebung und der Rechtsprechung bearbeitet. J. Neumann, Neudamm 1898.
- Wildschongesetz vom 14. Juli 1904. Für den praktischen Gebrauch ausführlich erläutert. Neumann, Neudamm 1904.
- Das Wildschongesetz vom 14. Juli 1904 nebst Ausführungsanweisungen vom 30. Juli 1904 und 15. August 1904 für den praktischen Gebrau ausführlich erläutert. 2., verbesserte Auflage. J. Neumann, Neudamm 1906.
- Aktienrechtliches Handbuch für Vorstands- und Aufsichtsratsmitglieder. Ein dem Selbstunterricht und der Belehrung dienendes Lesebuch, enthaltend praktische Abhandlungen und Entscheidungen, deren Kenntnis den Personen der aktiengesellschaftlichen Verwaltungsorgane zum Vorteil gereicht. Verlag des „Handelsgesellschafters“, Leipzig 1908.
- Die Praxis der Geschäftsführer und Aufsichtsratsmitglieder von Gesellschaften mit beschränkter Haftung. Praktisch-wissenschaftliche Abhandlungen und die neuere Rechtsprechung auf der Gebiete der Ges. m. b. H. (= II. Band des „Ratgeber für Geschäftsführer“). Verlag des „Handelsgesellschafters“, Leipzig 1911.
- Das in Deutschland geltende Recht, revierende Hunde und Katzen zu töten. Neumann, Neudamm 1912.
- Hunde- und Katzen-Recht in jagdlicher Beziehung. J. Neumann, Neudamm 1932.